# Клаусура 2007 (Сальвадор)
Клаусура 2007 (исп. Torneo Clausura 2007) — вторая половина 73-го сезона чемпионата Сальвадора по футболу.

## Участники
| Команда                      | Город                |
| ---------------------------- | -------------------- |
| Исидро Метапан               | Метапан              |
| Луис Анхель Фирпо            | Усулутан             |
| Онсе Мунисипаль              | Ауачапан             |
| Агила                        | Сан-Мигель           |
| ФАС                          | Санта-Ана            |
| Чалатенанго                  | Чалатенанго          |
| Сан-Сальвадор                | Сан-Сальвадор        |
| Виста Эрмоса                 | Сан-Франциско Готера |
| Альянса                      | Сан-Сальвадор        |
| Индепендьенте Насьональ 1906 | Сан-Висенте          |

## Турнирная таблица
| М  | Команда                      | И  | В | Н | П | Мячи    | ±   | О  | Примечания     |
| -- | ---------------------------- | -- | - | - | - | ------- | --- | -- | -------------- |
| 1  | Луис Анхель Фирпо            | 18 | 9 | 6 | 3 | 27 − 19 | +8  | 33 | Финальная фаза |
| 2  | Исидро Метапан               | 18 | 8 | 5 | 5 | 34 − 27 | +7  | 29 | Финальная фаза |
| 3  | Онсе Мунисипаль              | 18 | 6 | 9 | 3 | 17 − 12 | +5  | 27 | Финальная фаза |
| 4  | Агила                        | 18 | 8 | 2 | 8 | 34 − 29 | +5  | 26 | Финальная фаза |
| 5  | ФАС                          | 18 | 6 | 6 | 6 | 21 − 21 | 0   | 24 |                |
| 6  | Чалатенанго                  | 18 | 7 | 3 | 8 | 21 − 26 | −5  | 24 |                |
| 7  | Сан-Сальвадор                | 18 | 6 | 5 | 7 | 21 − 25 | −4  | 23 |                |
| 8  | Виста Эрмоса                 | 18 | 6 | 4 | 8 | 23 − 28 | −5  | 22 |                |
| 9  | Альянса                      | 18 | 5 | 5 | 8 | 16 − 18 | −2  | 20 |                |
| 10 | Индепендьенте Насьональ 1906 | 18 | 4 | 5 | 9 | 16 − 27 | −11 | 17 |                |

И — игры, В — выигрыши, Н — ничьи, П — проигрыши, Мячи — забитые и пропущенные голы, ± — разница голов, О — очки

## Финальная фаза

### Полуфиналы
Первые матчи были проведены 17 июня, а ответные состоялись 23—24 июня.
| Команда 1       | Итог | Команда 2         | 1-й матч | 2-й матч |
| --------------- | ---- | ----------------- | -------- | -------- |
| Онсе Мунисипаль | 3:5  | Исидро Метапан    | 2:1      | 1:4      |
| Агила           | 3:3  | Луис Анхель Фирпо | 0:2      | 3:1      |

### Финал
| Луис Анхель Фирпо | 0:0 (0:0) Доп. вр. 0:1 | Исидро Метапан |
| ----------------- | ---------------------- | -------------- |
|                   | Отчёт                  | Асеведо 119′   |

| Чемпион Сальвадора (Клаусура) 2007 |
| ---------------------------------- |
| Исидро Метапан в 1-й раз           |